# Кадар-по-кадар
Кадар-по-кадар или стоп-моушон (енгл. Frame-by-frame, stop-motion) је техника анимације која се користи како би одређени објекат изгледао као да се сâм креће. Између сваког снимљеног кадра, објекат се помера по мало, што ствара илузију покрета када се серија кадрова прикаже као једна целина. Фигурице од глине се најчешће користе у кадар-по-кадар анимацији због лакоће мењања њиховог положаја и облика, а ова техника се назива анимација глином.